# Dolenja vas (gmina Železniki)
Dolenja vas – wieś w Słowenii, w gminie Železniki. W 2018 roku liczyła 477 mieszkańców.